# Yeats Brown
Yeats Brown is een oud Engels geslacht, waarvan een tak zich begin 19de eeuw in Italië vestigde en ook enkele Nederlandse nazaten kent.

## Geschiedenis
Timothy Yeats Brown (1747-1831) verliet het landgoed bij Cumberland en vestigde zich in Londen, waar hij als bankier van Brown, Cobb & Co grote rijkdom vergaarde. Zijn enige zoon, die ook en:Timothy Yeats Brown (14 juli 1789-1858) heette, benutte het geld van zijn vader voor vele reizen en een langdurig verblijf in het buitenland. Na een conflict met zijn vader noemde hij zich T. Yeats Brown; zijn vrouw sprak hem aan met "Yeats".
Na een huwelijk met Mary Ann Goldsmid, dat kinderloos bleef en die op 22-jarige leeftijd op 3 september 1817 stierf in Torno aan het Comomeer in Italië, ontmoette hij in 1829 in München, Duitsland, Stuarta Erskine (1810-17 september 1863). Zij was de dochter van de Britse diplomaat David Erskine, 2e baron Erskine  (1776-1855), die destijds in München was gestationeerd, en de Amerikaanse Frances Cadwalader (1781-1843), dochter van generaal John Cadwalader. Frances overleed in 1843 in Genua in het huis van haar kleinzoon Frederick Augustus Yeats Brown.
T. Yeats Brown en Stuarta Erskine trouwden in München op 6 oktober 1829. Na hun huwelijk vestigden zij zich op Palmaria, een eiland in de Golf van La Spezia, waar ze leefden van de erfenis van zijn vader. Ze verbleven op het eiland van 1832 tot 1840 en kregen daar drie van hun zeven kinderen.
In 1840 werd Yeats Brown benoemd tot consul in Genua, waar het gezin het enorme Palazzo Cambiaso betrok.
De namen van hun kinderen (met geboorteplaats) zijn:
- Stuarta (Palmaria)
- Montague (Palmaria, 1834), die na diens dood zijn vader opvolgde als Brits consul in Genua en vanaf 1893[2] tot zijn pensioen in 1896, consul was van Boston. In 1867 kocht hij Castello Brown, dat uitkijkt op Portofino, dat hij restaureerde. Hij is de oudoom van de Nederlandse schrijver en diplomaat Jan Breman en vader van en:Francis Yeats-Brown, bekend van zijn autobiografie The Lives of a Bengal Lancer.
- Palmaria (Palmaria)
- Frederick Augustus (de:Allmannshausen), Duitsland, 28 september 1837-1925)
- Ida (Londen)
- Alice (Genua)
- Kerry (Genua)

## Bekende nazaten

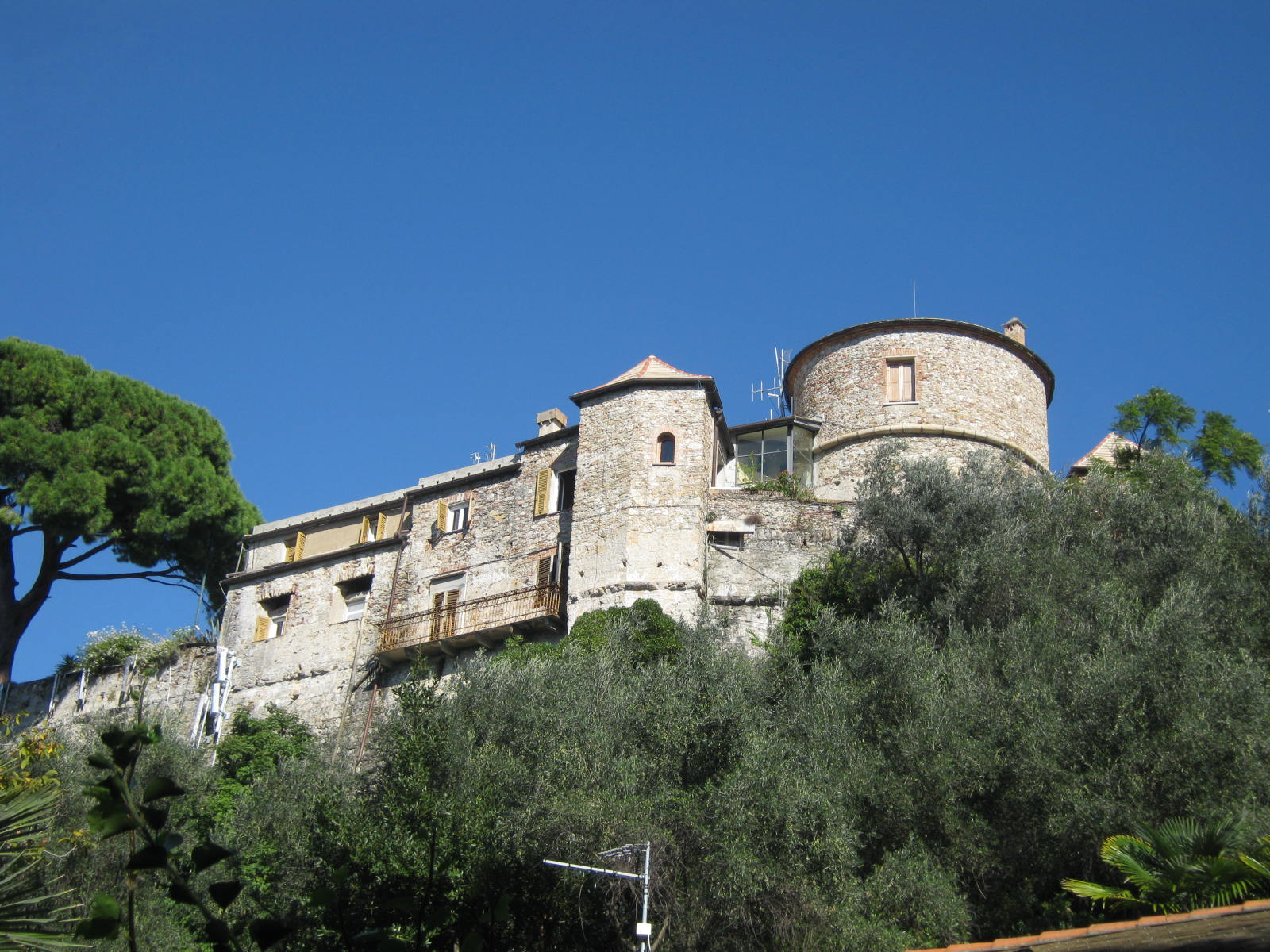
Castello Brown

- en:Montague Yeats-Brown, eigenaar van Castello Brown in Portofino
  - en:Francis Yeats-Brown (de schrijver), wiens naam met een koppelteken wordt geschreven, zoon van Montague
- Frederick Augustus Yeats Brown (bankier), eigenaar van Castello Paraggi, aan de baai net ten zuiden van Portofino, waar zijn broer Castello Brown bezat. Castello Paraggi

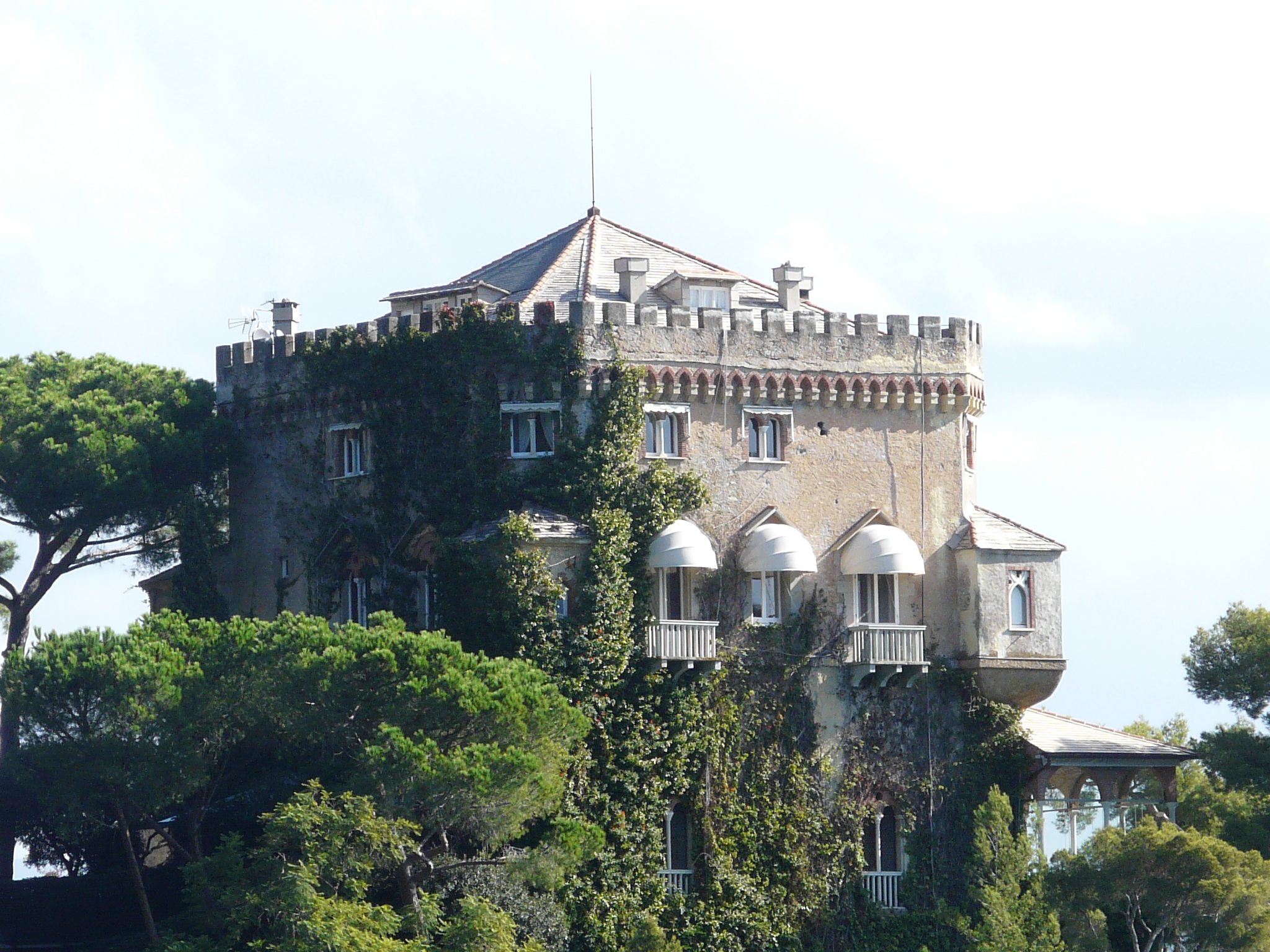
Castello Paraggi

  - Jan Breman, Nederlands schrijver en diplomaat, kleinzoon van Frederick Augustus
    - Michael Breman, zoon van Jan
    - Evert-Jan Breman, zoon van Jan